# ヴァルトアシャッフ
ヴァルトアシャッフ (ドイツ語: Waldaschaff) は、ドイツ連邦共和国バイエルン州ウンターフランケン行政管区のアシャッフェンブルク郡に属す町村（以下、本項では便宜上「町」と記述する）である。

## 地理

### 位置
ヴァルトアシャッフは、フランケン地方西部、シュペッサルト山地の入り口に位置し、アシャッフェンブルクまで約 15 km の距離にある。ヴュルツブルクとフランクフルト・アム・マインとのほぼ中間点にあたる。ヴァルトアシャッフは、この地域の多くの村落がそうであるように長く延びた集落であり、アシャッフ川と現在のハウプト通り沿いに集中している。集落の周囲はバイエルンのシュペッサルト自然公園の森に囲まれており、保養地として全国的な名声を享受している。州指定の保養地が連邦アウトバーンA3号線沿いにある。このアウトバーンは、2011年の6車線化およびカウッペン橋の新設といった拡充工事に伴って、レルムシュッツ＝グリュンデンから集落から 500 m 南側に移設された。

### 自治体の構成
ヴァルトアシャッフは1つの管区、3つの地区で構成されている。
- ヴァルトアシャッフ
  - ディーツェンホーフ
  - ホッケンホーフ

### 隣接する町村
ヴァルトアシャッフは、北、東、南の三方を市町村に属さない地域であるヴァルトアシャッフの森に囲まれている。西はベッセンバッハと境を接している。いずれもアシャッフェンブルク郡に属している。

## 地名

### 語源
元々この村の名前は「アシャッフ」であり、この村が面しているアシャッフ川がその起源である。後に、近隣に位置するアシャッフ村（現在のマインアシャッフ）と区別するために「ヴァルト」が冠された。これは森林地帯に位置していることを示している（Wald = 森）。地元では、この町はワロウシェフ (['wal̆ɔʊʃəf]) と呼ばれる。

### 歴史的表記
歴史的資料や文献に登場するこの町の古い表記には以下のものがある。
- 1184年 Aschapha
- 1346年 Waltaschaff
- 1542年 Waldaschaff

## 歴史
古代のフランク人（メロヴィング朝またはカロリング朝）によるアシャッフ川上流の谷への定住は、5世紀から982年までに行われたと推測される。シュペッサルト地方、特にアシャッフ川の谷の領有権を巡ってリーネック家とマインツ選帝侯との間で絶えず紛争が起こったにもかかわらず、アシャッフ川上流の谷は982年から1803年までアシャッフェンブルク聖堂参事会の構成要素としてマインツ選帝侯領に属していた。証明されている最初の入植は11世紀のリーネック伯によるものである。ビルケンベルク西部の北斜面の開墾はベッセンバッハの谷から進められた。その後、現在も遺されているホッケンホーフのような最初の農場が設けられた。また、最初のモルシュタット（水車）も建設された。農民から身を起こした最も重要な一門であるヴァイラー家はリーネック伯から、自らが建設した城をレーエンとして授けられた。この城は、農場の高台、ビルケンベルクの北斜面の断崖にあった。現存する最も古い「Waltaschaff」の文書記録は、1330年から1350年にマインツ選帝侯領に施行された営林規則に記されたものである。この文書には、14世紀の初めにアウテンバッハの谷に設けられた営林署「Ziehlhube bei Waltaschaff」が記録されている。マインツ選帝侯の入植奨励政策やリーネック伯の西側からの開墾によってヴァルトアシャッフは何世紀もの間に、支流のアウテンバッハ川やクラインアシャッフ川沿いの周辺村落と一体化していった。
定住したヴァルトアシャッフ住民の村の暮らしは、賦役、飢饉と疫病、林業、農業に明け暮れるものであった。三十年戦争によって困窮した村の住民たちはほぼ全滅する寸前であった。ただ、他の土地からの移住者があやうくこれを防いだ。神聖ローマ帝国崩壊後ヴァルトアシャッフは、短期間アシャッフェンブルク侯領（後のフランクフルト大公国）に属したが、最終的には1814年にバイエルン王国領となり、現在に至るまでバイエルン州ウンターフランケン行政管区に属している。
1862年7月1日、ベツィルクスアムト・アシャッフェンブルクが設けられ、ヴァルトアシャッフはその管轄下におかれた。1939年ドイツ国全土で「郡」の名称が採用された。ヴァルトアシャッフは、旧アシャッフェンブルク郡を構成する33の自治体の一つとなった。この郡は、1972年7月1日にアルツェナウ・イン・ウンターフランケン郡と合併し、新たなアシャッフェンブルク郡が創設された。
工業化の進展に伴い、ヴァルトアシャッフに製鉄所が建設された。この製鉄所やヴァルトアシャッフ周辺の重晶石採掘場がこの村に職場を提供した。それにもかかわらず、（特に製鉄所が閉鎖された1856年から）20世紀までに、工業化の遅れたシュペッサルト地方から多くの人々が、職場を見つけることのできる遠くまで旅をしなければならなかった。
1893年から1894年にヴァルトアシャッフの聖ミヒャエル教会が建設された。それ以前は、ヴァルトアシャッフはカイルベルク教区に属していた。
この町の社会資本は、1958年のアウトバーン A3号線の建設によって発展し、1960年代半ばに YMOS金属工場によって拡張された。さらに飲料業者など他の企業が進出、拡大していった。アム・ヘールバッハ産業地域、体育館を含む学校・スポーツセンターが設けられた。1997年、当時ドイツ唯一であったメダル博物館がゲーデ社の敷地内に開館した。1977年から1993年までヴァルトアシャッフはヴァイバースブルンおよびローテンブーフと行政共同体を形成していた。

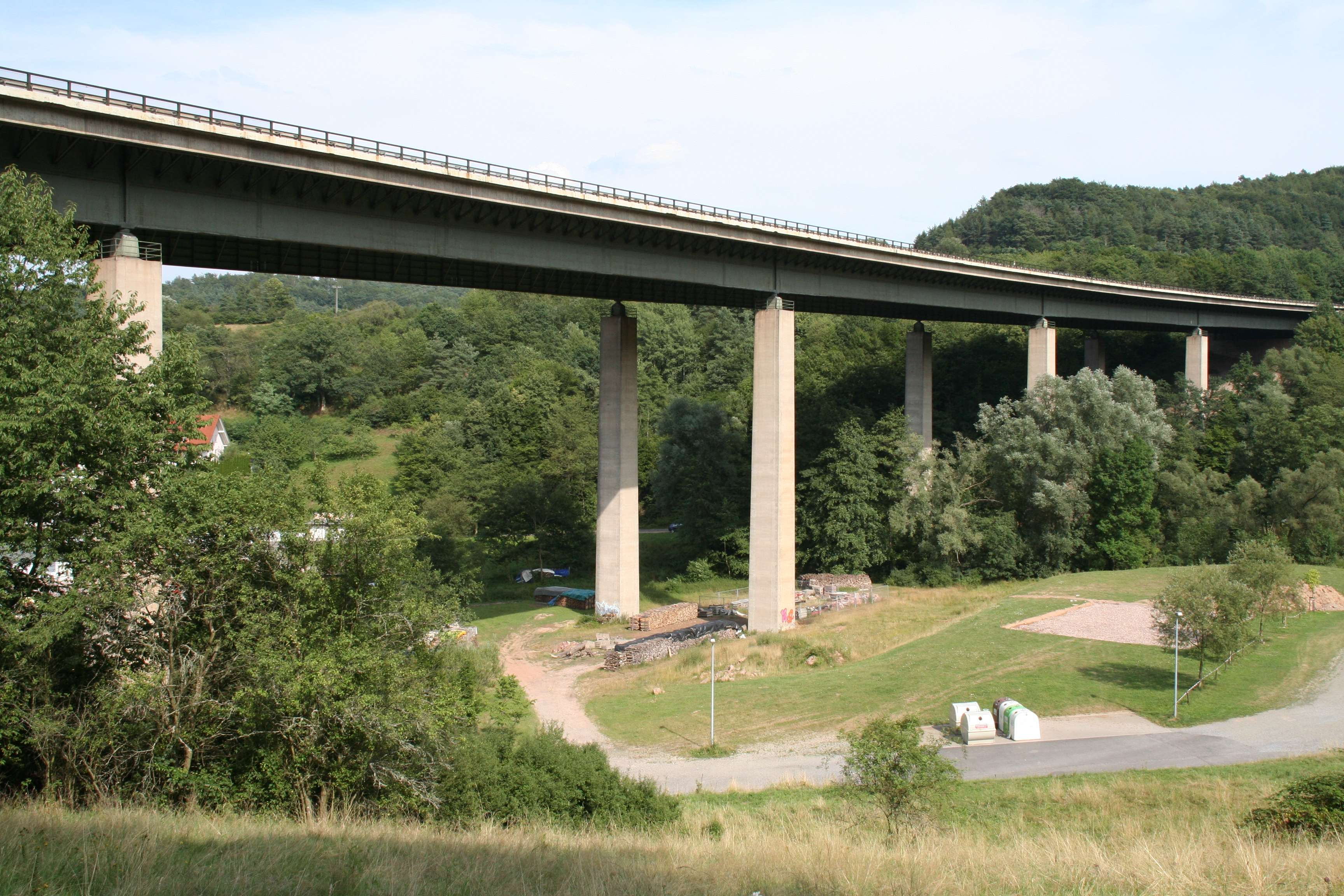
カウッペン橋

2005年、町の北部に新興住宅地エーベツ＝ロートヴィーゼが建設された。2002年からヴァルトアシャッフ住民は、アウトバーン A3号線の6車線化に伴って、このアウトバーンを南側（500 m ほど）へ移設することと十分な騒音防止対策を求める住民運動を始めた。こうした要求は、州政府や連邦政府に支持され、2011年に実現した。これにより、ヴァルトアシャッフの生活の質は明らかに改善された。
旧カウッペン橋の解体後、その敷地に余暇センター（スポーツグラウンド、池、水の学習路を含む）が建設された。近くには祝祭ホールやヴァンダーハイム（遊歩道の休憩所）がある。旧カウッペン橋の東側の2本の橋脚が保存されており、アルペンフェライン（登山クラブ）が人気の登攀施設として利用している。

## 行政

### 議会
ヴァルトアシャッフの町議会は 16議席で構成されている。

### 首長
- 1966年 – 1984年: ヘルベルト・ブレーム (SPD)
- 1984年 – 2004年: ペーター・ヴィンター (CSU)
- 2004年以降: マルクス・グリム (CSU)

### 紋章
図柄: 赤地に銀の斜め波帯。波帯の中に緑のオークの葉が斜めに配置されている。上部は6本スポークの銀の輪、下部は銀の歯車。
紋章の図柄: 赤地に6本スポークの銀の輪（マインツの輪）は、歴史上1803年までこの町が属していたマインツ大司教・選帝侯領の紋章である。斜め波帯とオークの葉はアシャッフ川沿いで、シュペッサルト山地の豊かな森の中というこの町の地理上の位置を表している。アシャッフ川と森はともにこの町の名前になっている。歯車は、近代になって重要な工業拠点に発展したことを示す工業化の象徴である。この紋章は、1968年8月21日から使用されている。

### 姉妹自治体
- クローナキルティー（英語版）（アイルランド、コーク県）[6]

## 文化と見所

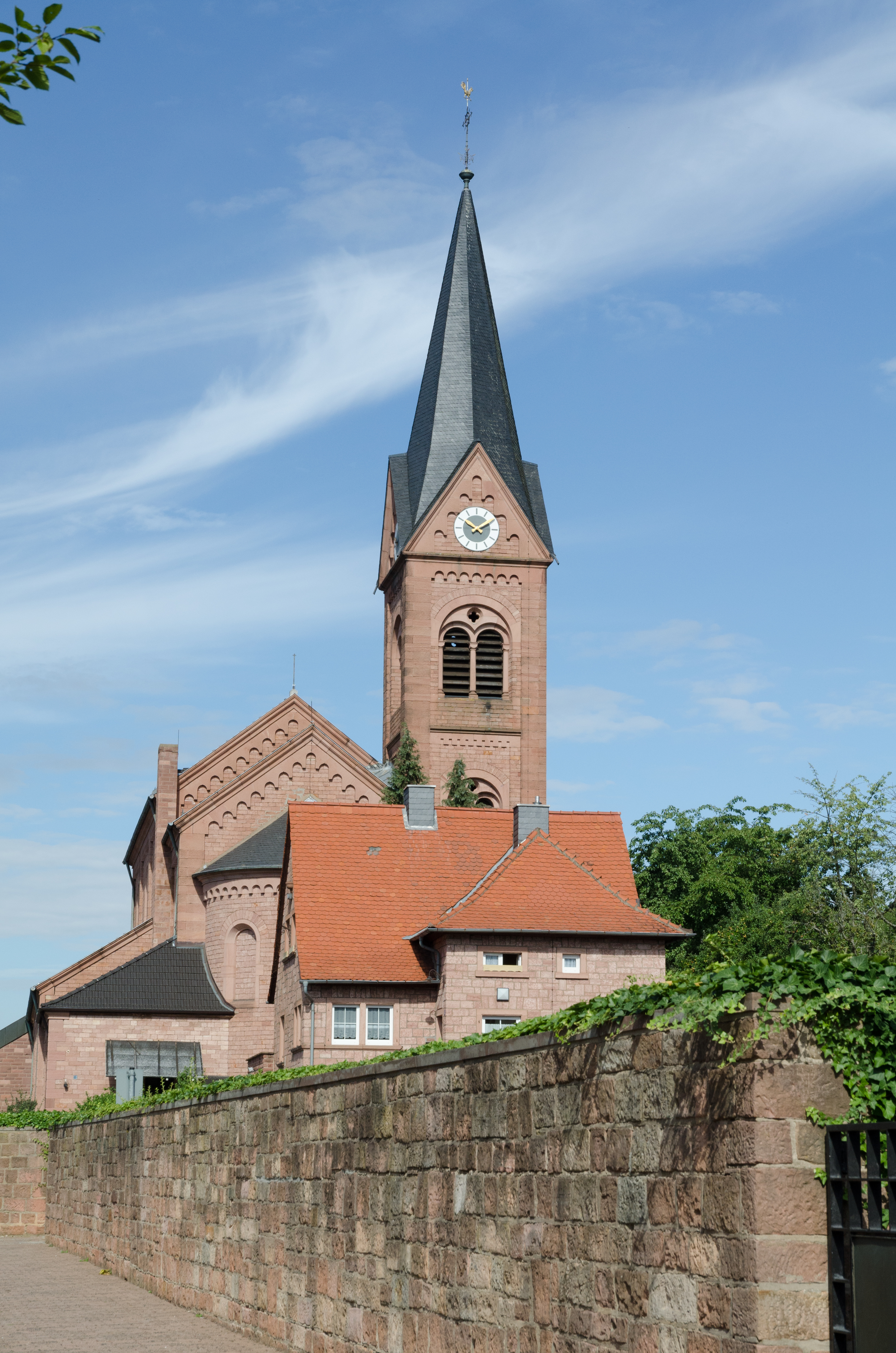
聖ミヒャエル教会

ヴァルトアシャッフの有名な見所は町役場、聖ミヒャエル教会、カウッペンベルクに建つカウッペンクロイツ、アウテンバッハ川のゼーハウスとともに修復されたトリフト湖の堰堤、メダル・郷土博物館である。多くの修復されたビルトシュトック（路傍のキリスト十字架像の祠）が、いくつかの古い木組み建築とともに町の風景を形作っている。最も古い木組み建築（かつてはヘッタースドルフ家の屋敷であった）は1665年建造で現在の本通り沿いにある。町の西側、A3号線の向こう側にヴァールミヒ城趾がある。

### ニックネーム
1811年9月11日にベッセンバッハのポストヘルタークロイツ（十字架像）を地元の住民が盗んだことから、ヴァルトアシャッフ住民は「ヘルゴッツディーベ」（神様泥棒）というニックネームでからかわれる。

## 経済と社会資本

### 社会資本
ヴァルトアシャッフには、アウトバーン A3号線（ベッセンバッハ/ヴァルトアシャッフ・インターチェンジ）、連邦道 B8号線およびB26号線（いずれも町道AB4号線経由でアクセスする）によって交通網に接続している。これにより、ヴュルツブルク地域やライン/マイン地方への高速で便利な往来が保証されている。最寄りの都市は、西はアシャッフェンブルク、東はロール・アム・マインである。最寄りの駅は、5 km 離れたヘスバッハ駅である。また、最寄りの港はアシャッフェンブルク・バイエルン港である。バス路線が、ヘスバッハ駅を経由してアシャッフェンブルク方面あるいはヴァイバースブルン/ローテンブーフ/ロール方面への公共旅客交通を担っている。高性能の DSLネットが2012年3月から設けられている。町の西部に「アム・ヘールバッハ」産業地域があり、数多くの企業や工場、スポーツセンターがここにある。

### 地元企業
ヴァルトアシャッフで有名な企業には、自動車部品供給業者ヴァルトアシャッフ・アウトモチーフ GmbH（旧 WAGON GmbHおよびYMOS AG）、飲料メーカーのシュペッサルトクヴェレン（ヘールバッハ・ミネラルウォーター）、この町をシュペッサルト地方で最も重要な工業地としているバイエリッシェ・ミュンツコンターがある。便利な立地であることから、かつてルフトクアオルト（空気の清浄な保養地）であったこの町に多くの小規模企業も定着している。

### 研究
ヴァルトアシャッフには、1998年にミヒャエル・ゲーデが設立したゲーデ財団の本部がある。この財団は、見かけ上反重力効果に見える様々な実験を実施、報告している重力研究所を有している。この財団は、反重力の証拠となる確立された実験方法について 100万ユーロの賞金付きの賞を提供するとしている。

## 公共機関

### 消防隊
ヴァルトアシャッフの消防隊は、1873年に自由意思の消防隊として創設された。1950年代になるまで、ヴァルトアシャッフ消防隊の主目的は火災消火であったが、その後技術的救助（たとえばアウトバーン A3号線上）がこれに加わった。このため所有する車両もこれにあわせて変遷した。2014年末現在、ヴァルトアシャッフ消防隊は13台の自動車と5台のトレーラーを有している。
消防隊の管轄地域には、連邦アウトバーン A3号線の、ヴュルツブルク方面はマルクトハイデンフェルトまで、フランクフルト方面はヘッセン州との国境地域までが含まれる。また、ヴァルトアシャッフ消防隊は他の郡の消防隊と様々な警告プランを締結している。この消防隊の出動回数は、年間約 300回である（2008年から2014年の平均）。前出同回数の 2/3 が技術救助隊 (THL) で、残りが火災、安全監視、衛生出動である。2000年頃に、初動対応班 (FR) が組織された。FRの目的は、救助活動を行う車両が到着するまでの間に応急処置を行い、引き渡すことである。FRの活動地域はヴァルトアシャッフ町内であるが、例外的に近隣町村にも出動する場合がある。
消防署は、ヴァルトアシャッフ・アウトモチーフ社の近くにある。

### 教育
フォルクスシューレ・ヴァルトアシャッフは、基礎課程学校、本課程学校、実業中等学校で構成され、定員は約 300人である。ヴァルトアシャッフ学校連盟には、5学年以降の学年、本課程、実科中学の生徒がヴァルトアシャッフに通学するローテンブーフやヴァイバースブルンが属している。かつてヴァルトアシャッフに2園あった幼稚園は、2011年に「キンダーヴェルト・ヴァルトアシャッフ」に統合された。

### サークル / クラブ活動
ヴァルトアシャッフで最も会員数の多いサークル / クラブはスポーツクラブ SV ヴィクトリア・ヴァルトアシャッフ、ヴァルトアシャッフ消防隊、ヴァルトアシャッフ音楽協会、レスリングクラブ KSV バヴァーリア・ヴァルトアシャッフである。

## 引用
1. ↑  https://www.statistikdaten.bayern.de/genesis/online?operation=result&code=12411-003r&leerzeilen=false&language=de Genesis-Online-Datenbank des Bayerischen Landesamtes für Statistik Tabelle 12411-003r Fortschreibung des Bevölkerungsstandes: Gemeinden, Stichtag (Einwohnerzahlen auf Grundlage des Zensus 2011)
2. ↑  Bayerische Landesbibliothek Online - Waldaschaff（2015年11月1日 閲覧）
3. 1 2  Wolf-Armin Frhr. v. Reitzenstein: Lexikon fränkischer Ortsnamen. Herkunft und Bedeutung. C.H.Beck, München 2009, ISBN 978-3-406-59131-0, S. 232.
4. ↑  バイエルン州統計局: 2014年3月16日のアシャッフェンブルク郡の市町村議会選挙結果（2015年10月31日 閲覧）
5. ↑  Bayerns Gemeinden - Gemeinde Waldaschaff（2015年11月1日 閲覧）
6. ↑  Waldaschaff - Partnergemeinde Clonakilty in Irland（2015年11月1日 閲覧）
7. ↑  Die GÖDE-Stiftung（2015年11月1日 閲覧）
8. ↑  Göde-Preis für Gravitationsforschung（2015年11月1日 閲覧）
9. ↑  Feuerwehr Waldachaff（2015年11月1日 閲覧）